# 鈴木侑輝
鈴木 侑輝（すずき ゆうき、1992年6月6日 - ）は、日本の俳優。岐阜県出身。双子座。血液型B型。身長172cm、体重56kg。

## 出演

### ドラマ
- 新キッズ・ウォー （2005年、中部日本放送）
- 新キッズ・ウォー2 （2006年、中部日本放送）
- こどもの事情 （2007年、中部日本放送）  - 渡辺英二 役
- NHKスペシャル　終戦特集ドラマ「15歳の志願兵」（2010年、NHK）
- NHK 土曜ドラマスペシャル「家で死ぬということ」（2012年、NHK）  - 山崎翔太 役

### 映画
- テニスの王子様 （2006年）

### CM
- 野田塾
- スガキコシステムズ

### スチール
- トヨタ自動車「GAZOOレーシングHP」
- るるぶ「東海デートBook」

### WEB
- WEBドラマ「NGK」